# كانكرينيت
الكانكرينيت (بالإنجليزية: Cancrinite)‏، هو معدن ينتمي إلى مجموعة معادن الفلسباثويدات. تركيبه الكيميائي Na3CaAl3Si3O12 (CO3) (OH2). وُجِد في جبال الأورال عام 1839، وسُمي نسبةً إلى جورج فون كانكرين [الإنجليزية] وزير المالية الروسي الأسبق.

## الوصف
تتكون المجموعة من الكانكرينيت وهو المعدن المشتمل على مجموعة الكربونات والفيشنيت وهو المعدن المشتمل على مجموعة الكبريتات والدافين وهو المعدن المشتمل على مجموعة الكلوريد.
يتبع هذا المعدن نظام السداسي المنشور. ويوجد بشكل كتلي عادة بينما بتكون البلورات نادرة. لون المعدن يتراوح بين الأصفر، البني، الأحمر، الأخضر، الأبيض، وقد يكون شفافاً أو نصف شفاف، البريق لؤلؤي، وصلادته 5-6، ينفصم المعدن انفصاماً منشورياً كاملاً {0101}، المكسر غير مستو، ووزنه النوعي هو 2.45.

## التواجد والاستخراج
يتكون هذا المعدن نتيجة لتغير معدن النيفيلين، وهو أحد المعادن الأولية التي توجد في مراحل تصلّد الصخور النارية الجوفية، والتي تتميز بظروف نقص السيليكا وكثرة العناصر القلوية كما هو الحال في صخر السيانيت النيفيليني. ويصاحب المعدن معادن أخرى مثل نيفيلين، صوداليت، بيوتيت، سفين، فلسبار، وهو مشابه النيفيلين في طبيعة المعادن المصاحبة له.
يوجد هذا المعدن في السويد وفنلندا وكندا وليس للمعدن قيمة تجارية إلا أنه ذا أهميّة من الناحية العلمية.